# Li Rongxiang
Li Rongxiang, född 18 januari 1972, är en friidrottare från Kina. Han deltog vid olympiska sommarspelen 2004.